# Nils Axle Kanten
Nils Axle Kanten, född 9 april 1976 i Lillehammer, är en norsk serietecknare, som skapar seriestrippen  Hjalmar och enruteserien Fyrkantigt.
Nils Axle Kanten växte upp i Gausdal och Brumunddal och studerade på animationprogrammet Volda. Efter examen arbetade han i fem år som professionell illustratör och animatör i Oslo, med bl.a. filmer som Elias - den lilla räddningsbåten, Trolljegeren och Fatso, innan han med sin familj flyttade  tillbaka till sin hembygd i Hedmark och började rita Hjalmar och Fyrkantigt. Med Fyrkantigt vann han VG:s tecknartävling 2008, och serien publiceras nu i ett dussin norska tidningar och tidskrifter, bland annat VG, Northern Lights och Vi Menn. Serien publiceras också bland annat i den svenska serietidningen Inrutat. Hjalmar dök första gången upp i Dagbladets serietävling 2009 där den vann andra pris. Idag publicerade serien i mer än 20 tidningar och tidskrifter i Norge, Sverige och Danmark. År 2012 fick Kanten det norska Ponduspriset på 100 000 kronor för Hjalmar och Fyrkantigt.
Nils Axle Kanten lever idag med fru och tre barn i Ottestad, där han tecknar Hjalmar och Fyrkantig på heltid. Han representeras och distribueras av Strand Comics.